# رولاند ماكلاين
رولاند ماكلاين (بالإنجليزية: Rolando McClain)‏ هو لاعب كرة قدم أمريكية أمريكي، ولد في 14 يوليو 1989 في ديكاتور في الولايات المتحدة.

## وصلات خارجية
- رولاند ماكلاين على موقع إي إس بي إن.كوم (أن.أف.أل)3
- رولاند ماكلاين على موقع مرجع كرة القدم المحترفة.كوم (الإنجليزية)
- رولاند ماكلاين على موقع كلية كرة القدم في سبورتس رفرنس.كوم (الإنجليزية)